# Puente Cid (Calanda)
El puente Cid de Calanda, también llamado "Puente romano", es un viaducto situado sobre el río Guadalopillo. Data del finales del siglo XVIII. Recibe este nombre en homenaje al Cid Campeador, quien pasó por estas tierras.